# Abu-Múdar Ziyàdat-Al·lah (III) ibn Abd-Al·lah
Abu-Múdar Ziyàdat-Al·lah (III) ibn Abd-Al·lah (àrab: أبو مضر زيادة الله بن عبد الله, Abū Muḍar Ziyādat Allāh ibn ʿAbd Allāh) (?-916?) fou el darrer emir aglàbida d'Ifríqiya (903-909).
Era fill d'Abd-Al·lah (II) ibn Ibrahim que el va assassinar i succeir el 23 de juliol del 903. Va eliminar també altres membres de la família.
Les ciutats de la regió del Zab (a l'oest de l'emirat) havien estat privades de les seves guarnicions àrabs durant el govern d'Abu-Ishaq Ibrahim II ibn Àhmad (875-902) i els amazicskutama de la Petita Kabília es van adherir al xiisme predicat per Abu-Abd-Al·lah aix-Xií. El 904 va proclamar el jihad contra els xiïtes, i va enviar a diversos cossos de l'exèrcit que foren derrotats. Llavors va fer anunciar una gran victòria mentre preparava la fugida. Després de l'ocupació de Laribus per Abu-Abd-Al·lah aix-Xií el 18 de març del 909, va abandonar Raqqada i va fugir a Egipte amb el seu tresor, després va passar a Raqqà i encara va tornar a Egipte per acabar finalment a Palestina on segurament va morir a Jerusalem en data incerta. A Ifríqiya els fatimites van obtenir el poder.